# Edgar Bain
Edgar Collins Bain (14. září 1891 LaRue – 27. listopadu 1971 Edgeworth) byl americký metalurg, člen Národní akademie věd Spojených států amerických, viceprezident společnosti pro výzkum a technologie U.S. Steel. Zabýval se převážně výrobou a tepelným zpracováním ocelí. Jeho jménem je pojmenována mikrostruktura oceli, kterou objevil a popsal – bainit.

## Biografie
Edgar Bain se narodil jako druhé dítě 14. září 1891 blízko LaRue v okrese Marion ve státě Ohio ve farmářské rodině. Jeho otec Milton Henry Bain byl potomek skotských přistěhovalců a jeho matka, Alice Anne Collins, pocházela z rodiny starousedlíků v Ohio, kde učila v jednotřídce matematiku. Jako mladý se Edgar Bain zabýval širokou paletou činností, které poukazovali na jeho vědecké dispozice, mj. i fotografováním, které později využil v metalografii.
V roce 1912 na Státní univerzitě v Ohiu získal titul bakalář v oboru chemie. Poté vstoupil do vládních služeb, nejprve do geologického ústavu, později do Národního institutu standardů a technologie. Vrátil se na akademickou, kde působil jako odborný asistent na univerzitě v Ohio i univerzitě v Columbii. Během výuky dokončil studia pro magisterský titul. V první světové válce byl odvelen jako důstojník protichemické jednotky. Po ukončení války se sice vrátil do chemicko-gumárenského průmyslu, ale začal se poohlížet v metalurgickém oboru. Nastoupil do Clevelandské divize National Electric Lamp Works, která patřila General Electric Corporation. Tam provedl svůj první významný výzkum, při kterém popsal shoření wolframového vlákna, které zaznamenal vysokorychlostní kamerou vlastní konstrukce. Za tuto práci získal v roce 1919 doktorský titul.
Na počátku 20. let se začal zabývat zkoumáním a rozborem kovových tuhých roztoků za využití rentgenového záření. Výsledky své práce představil v roce 1921 a 1923, kdy popisoval kovové vazby v atomové mřížce jako základní stavební prvky kovů. Tyto závěry však byly široce akceptovány až mnohem později.
V roce 1924 nastoupil do Union Carbide and Carbon Research Laboratories na Long Islandu, kde se začal systematicky zabývat výzkumem chromových ocelí metalografickými metodami a prozařováním. Prokázal, že maximální rozpustnost chromu v železe γ je 13 % a že uhlík patří mezi austenitotvorné prvky. V roce 1927 publikoval článek "An Introduction to Iron-Chromium-Nickel Alloys" (tj. "Úvod do železo-chrom-niklových slitin"), kde uvádí problematiku chrom-niklových ocelí s vědomím široké variability a komplexnosti systému těchto slitin.
Ve stejném roce se oženil s Helen Louise Cram z Clevelandu, s níž měl dceru Alice Anne a syna Davida.
V roce 1928 později byl ustaven vedoucím Výzkumu metalurgie ve společnosti U.S. Steel, kde pokračoval ve vývoji chrom-niklových ocelí, zejména dodnes široce užívaných korozivzdorných ocelí 18-8 (18 % chromu, 8 % niklu). V roce 1930 publikuje jako spoluautor článek "The Nature of the Nickel-Chromium Rustless Steels" (tj. "Vlastnosti chrom-niklových korozivzdorných ocelí"), ve kterých popisuje korozivzdorné chování. Při objevu fenoménu mezikrystalové koroze spolu se svými kolegy naleznou řešení v mikrolegováním titanem.

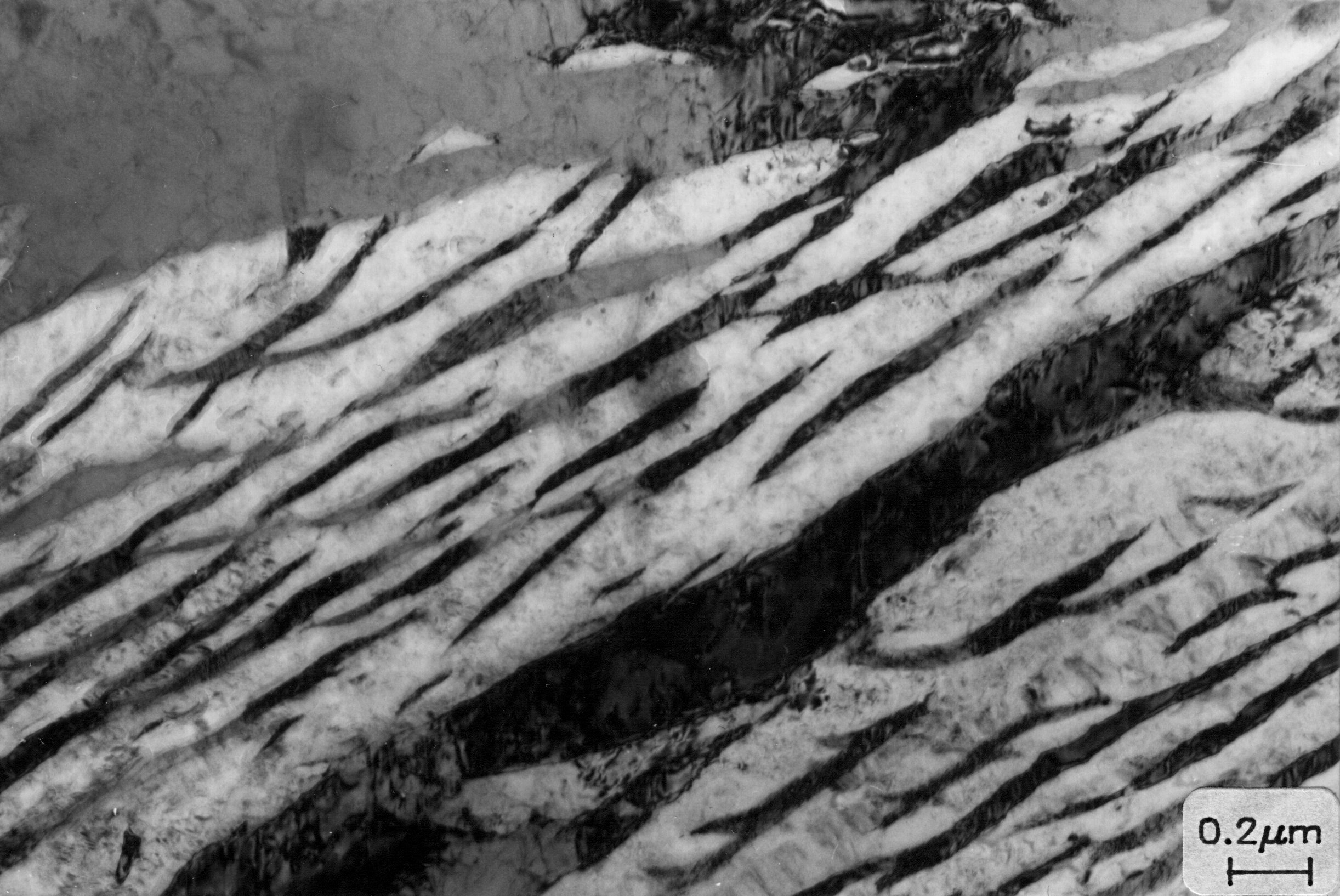
Struktura bainitu

Edgar Bain se zabýval i zkoumáním mikrostruktur austenitu, martenzitu a obsahu tzv. zbytkového austenitu po kalení. Během tohoto výzkumu se mu podařilo popsat transformaci austenitu při podkritických teplotách, kterou uveřejnil v článku "Transformation of Austenite at Constant Subcritical Temperatures", ve kterém zavedl tzv. diagram izotermického rozpadu austenitu. Výsledkem výzkumu byl objev neznámé mikrostruktury v roce 1934. Mikrotstruktura byla velmi podobná martensitické struktuře. Bainovi kolegovi ji pojmenovali názvem bainit, který zakotvil jako výraz v metalografii.
Při následujících výzkumech Bain rozpoznal důležitost velikosti austenitického zrna na vlastnosti ocelí po rozpadu austenitu, zejména na tvrdost.
Za druhé světové války byl ustaven vedoucím pracovní skupiny pro zlepšování vlastností materiálů používaných v armádě – zejména ocelí – při National Defense Research Committee a stal se členem dalších organizací a skupin pro válečnou výrobu. V roce 1934 byl Bain jmenován viceprezidentem pro výzkum a technologie dceřiné společnosti U.S. Steel v Carnegie v Illinois. V roce 1946 se stal prvním předsedou komise pro základní výzkum v American Iron and Steel Institute, kde setrval až do svého důchodu. Po sloučení s dceřiné společnosti s U.S. steel – v roce 1950 – se stal viceprezidentem pro výzkum a technologie celé společnosti. O čtyři roky později byl zvolen do Národní akademie věd Spojených států amerických, kde působil v předsednictví divize Inženýrského a průmyslového výzkumu v United States National Research Council. V roce 1957 odešel do důchodu, ale zůstal v kontaktu se společností jako poradce.
V únoru 1959 jej zasáhla mrtvice, po které zůstal částečně ochrnutý. Poté prováděl konzultační činnosti z domova. Spolu s H. W. Paxtonem revidovali publikaci Alloying Elements in Steel (tj. Legující prvky ocelí a redigoval i páté vydání Principles of Heat Treatment (tj. Principy tepelného zpracování). V říjnu 1971 byl uspořádán společností American Society for Metals seminář k oslavě jeho osmdesátin "Edgar C. Bain Seminar on Phase Transformations and Related Phenomena in Steels" (tj. "Seminář Edgara Baina o fázových transformacích a souvisejících jevech v ocelích"), kde Bain vystoupil se svým posledním příspěvkem. Následující měsíc, 27. listopadu 1971, Bain umírá v pensylvánském Edgeworthu. Jeho nedokončené paměti o vývoji ocelí byly zkompletovány a vydány v roce 1975.

## Ocenění
Za svoji činnost obdržel několik čestných doktorátů (1936, 1947), byl čestným členem významných organizací včetně ASM, kde působil jako prezident v roce 1937. Bain se stal držitelem několika medailí od ASM (1946, 1948, 1949), medaile John Price Wetherilla Franklinova ústavu (1949) a mnoha dalších ocenění.